# Gymnocorymbus thayeri
Gymnocorymbus thayeri (лат.) — вид тропических лучепёрых рыб семейства харациновых. Обитает в пресноводных водоёмах Южной Америки: верховья бассейна реки Амазонки (Боливия и Колумбия). Известна из реки Ориноко, а также на территории Гайаны, Тринидада и Тобаго. Пелагические рыбы, живут при температуре 23—27 °C. Длина тела до 5 см. Охранный статус вида не определен. Содержатся в аквариумах.